# 8 février 1943
Le lundi 8 février 1943 est le 39e jour de l'année 1943.

## Naissances
- Almeida Prado (mort le 8 février 2010), compositeur, élève de Nadia Boulanger
- Bernard Dupaigne, ethnologue français
- Claude Lecouteux, historien médiéviste français
- Claude Tessier (mort le 8 novembre 2010), homme politique canadien
- Creed Bratton, acteur américain
- Gianni Da Campo (mort le 6 mai 2014), réalisateur, écrivain, traducteur et enseignant de lettres italien
- Helmut Kohl (mort le 26 septembre 1991), footballeur autrichien
- Jean Provencher, essayiste et animateur de radio et de télévision québécois
- Julius Veselka (mort le 26 novembre 2012), homme politique lituanien
- Paul Sharits (mort le 8 juillet 1993), cinéaste structurel américain
- Richard Romanus, acteur américain
- Valerie Thomas, mathématicienne, physicienne et informaticienne américaine

## Décès
- Alexeï Liarski (né le 26 août 1923), acteur soviétique
- Lepa Svetozara Radić (née le 19 décembre 1925), résistante communiste serbe
- Lillian Langdon (née le 25 novembre 1860), actrice américaine
- Persida Milenković (née en 1857), philanthrope serbe
- Urgèle Boucher (né le 24 avril 1867), président de l'équipe de hockey sur glace les Canadiens de Montréal

## Événements
- Exécution des cinq Martyrs du lycée Buffon
- Création du Corps Scheele